# روي دبليو. هوارد
روي دبليو. هوارد (بالإنجليزية: Roy W. Howard)‏ هو صحفي أمريكي، ولد في 1883 في أوهايو في الولايات المتحدة، وتوفي في 1964.

## وصلات خارجية
- روي دبليو. هوارد على موقع الموسوعة البريطانية (الإنجليزية)